# Armin Sowa
Armin Sowa (Waake, 2 agosto 1959) è un ex cestista tedesco.

## Carriera
Con la Germania Ovest ha disputato i Giochi olimpici di Los Angeles 1984, i Campionati mondiali del 1986 e tre edizioni dei Campionati europei (1981, 1983, 1985).